# Landgericht Altenschlirf
Das Landgericht Altenschlirf (ab 1854: Landgericht Herbstein) war ein erstinstanzliches Gericht der ordentlichen Gerichtsbarkeit im Großherzogtum Hessen und bestand von 1821 bis 1879.

## Geschichte

### Ausgangslage
Die Rechtsprechung der ersten Instanz wurde im Großherzogtum Hessen vor 1821 durch die Ämter wahrgenommen, in denen Rechtsprechung und Verwaltung noch nicht getrennt waren. Die Ämter waren nicht alle staatlich. In einigen lagen die entsprechenden Hoheitsrechte ganz oder teilweise in den Händen Adeliger (Patrimonialgerichte).

### Gründung
Ab 1821 trennte das Großherzogtum Hessen auch auf der unteren Ebene die Rechtsprechung von der Verwaltung. 
Die bisher von den Ämtern wahrgenommenen Aufgaben wurden nun in Landratsbezirken (zuständig für die Verwaltung) und Landgerichtsbezirken (zuständig für die Rechtsprechung) neu organisiert. Das Landgericht Altenschlirf entstand dabei aus
- dem staatlichen Amt Herbstein,
- dem Amt Altenschlirf der Herrschaft Riedesel und
- dem Amt Freiensteinau der Herrschaft Riedesel.

### Weitere Entwicklung
1828 wurde die Gemeinde Landenhausen abgetrennt und dem Landgericht Lauterbach zugeteilt.
Zum 1. Mai 1849 wurden eine Reihe von Orten aus dem Sprengel des Landgerichts Schotten dem Landgericht Altenschlirf zugeteilt.
Im Zuge der Neuordnung der Gerichtsbezirke in der Provinz Oberhessen 1853 wurde der Sitz des Landgerichts zum 1. September 1854 von Altenschlirf nach Herbstein verlegt und dabei auch dessen Sprengel um einige Gemeinden erweitert. Beim Umsetzen der Maßnahme traten Schwierigkeiten auf.

### Ende
Mit dem Gerichtsverfassungsgesetz von 1877 wurden Organisation und Bezeichnungen der Gerichte reichsweit vereinheitlicht. Zum 1. Oktober 1879 hob das Großherzogtum Hessen deshalb die Landgerichte auf. Funktional ersetzt wurden sie durch Amtsgerichte. So ersetzte das Amtsgericht Herbstein das Landgericht Herbstein. „Landgerichte“ nannten sich nun die den Amtsgerichten direkt übergeordneten Obergerichte. Das Amtsgericht Altenschlirf war dem Bezirk des Landgerichts Gießen zugeordnet.

## Zuständigkeit

### Örtlich
| Gemeinde        | 1821 | später | Anmerkung                                                |
| --------------- | ---- | ------ | -------------------------------------------------------- |
| Altenschlirf    | ×    |        | Amt Altenschlirf                                         |
| Bannerod        | ×    |        | Vom Amt Altenschlirf                                     |
| Bermuthshain    |      | 1849   | Vom Landgericht Schotten                                 |
| Crainfeld       |      | 1849   | Vom Landgericht Schotten                                 |
| Dirlammen       |      | 1854   | Vom Landgericht Lauterbach                               |
| Eichelhain      |      | 1854   | Vom Landgericht Lauterbach                               |
| Eichenrod       |      | 1854   | Vom Landgericht Lauterbach                               |
| Engelrod        |      | 1854   | Vom Landgericht Lauterbach                               |
| Freiensteinau   | ×    |        | Vom Amt Freiensteinau                                    |
| Fleschenbach    | ×    |        | Vom Amt Freiensteinau                                    |
| Grebenhain      |      | 1849   | Vom Landgericht Schotten                                 |
| Gunzenau        | ×    |        | Vom Amt Freiensteinau                                    |
| Heisters        | ×    |        | Vom Amt Altenschlirf                                     |
| Herbstein       | ×    |        | Vom Amt Herbstein                                        |
| Hörgenau        |      | 1854   | Vom Landgericht Lauterbach                               |
| Holzmühl        | ×    |        | Vom Amt Freiensteinau                                    |
| Hopfmannsfeld   |      | 1854   | Vom Landgericht Lauterbach                               |
| Ilbeshausen     | ×    |        | Vom Amt Herbstein                                        |
| Landenhausen    | ×    |        | Vom Amt Altenschlirf; 1828 an das Landgericht Lauterbach |
| Lanzenhain      |      | 1854   | Vom Landgericht Lauterbach                               |
| Metzlos         | ×    |        | Vom Amt Freiensteinau                                    |
| Metzlos-Gehaag  | ×    |        | Vom Amt Freiensteinau                                    |
| Nieder-Moos     | ×    |        | Vom Amt Freiensteinau                                    |
| Nösberts        | ×    |        | Vom Amt Altenschlirf                                     |
| Ober-Moos       | ×    |        | Vom Amt Freiensteinau                                    |
| Radmühl         | ×    |        | Vom Amt Freiensteinau                                    |
| Reichlos        | ×    |        | Vom Amt Freiensteinau                                    |
| Rixfeld         | ×    |        | Vom Amt Altenschlirf                                     |
| Rudlos          | ×    |        | Vom Amt Altenschlirf                                     |
| Salz            | ×    |        | Vom Amt Freiensteinau                                    |
| Schadges        | ×    |        | Vom Amt Altenschlirf                                     |
| Schlechtenwegen | ×    |        | Vom Amt Altenschlirf                                     |
| Steinfurt       | ×    |        | Vom Amt Altenschlirf                                     |
| Stockhausen     | ×    |        | Vom Amt Altenschlirf                                     |
| Vaitshain,      | ×    |        | Vom Amt Altenschlirf                                     |
| Weidmoos        | ×    |        | Vom Amt Altenschlirf                                     |
| Wünschen-Moos   | ×    |        | Vom Amt Altenschlirf                                     |
| Zahmen          | ×    |        | Vom Amt Altenschlirf                                     |

### Instanziell
Dem Landgericht Altenschlirf übergeordnet war das Hofgericht Gießen und im weiteren Instanzenzug das Oberappellationsgericht Darmstadt.